# (31604) 1999 GH4
1999 جي إتش 4 (ويعرف أيضًا باسم (31604) 1999 جي إتش 4 وفق تسمية الكوكب الصغير) (بالإنجليزية: 1999 GH4)‏ هو كويكب ضمن حزام الكويكبات؛ وترتيبه 31604 من حيث الاكتشاف.
اكتُشف هذا الجُرم الفلكي بواسطة James M. Roe ‏ في 13 أبريل 1999.

## وصلات خارجية
- (31604) 1999 GH4 في قاعدة بيانات مختبر الدفع النفاث لأجرام النظام الشمسي الصغيرة

- الاكتشاف · مخطط المدار ·  العناصر المدارية · المعلمات المادية

- (31604) 1999 GH4 على موقع ويكي سكاي: DSS2, SDSS, GALEX, IRAS, Hydrogen α, X-Ray, Astrophoto, Sky Map, Articles and images